# 箕作秋吉
箕作 秋吉（みつくり しゅうきち、1895年10月21日 - 1971年5月10日）は、日本のクラシック音楽の作曲家。箕作元八の長男として東京都に生まれ、箕作阮甫の曾孫にあたる。東洋音楽大学教授。ペンネームに秋吉元作、秋山準、木兎生がある。
ロマン派の作風から、日本の旋法を元にした「日本的和声」に基づく作風へと転換した。

## 略歴
- 1913年：誠之小学校を経て東京高等師範学校附属中学校（現・筑波大学附属中学校・高等学校）卒業。
- 1921年：第一高等学校を経て東京帝国大学工学部応用化学科を卒業。ドイツのベルリンに留学し、ゲオルク・シューマンに和声法を師事。カイザー・ヴィルヘルム化学・物理学研究所（現在のマックス・プランク研究所）で物理化学を研究する[2]。
- 1925年：帰国して海軍技術研究所に勤める。池譲に対位法を、池内友次郎にフーガを、ヨゼフ・ケーニヒに管弦楽法を、ヨーゼフ・ローゼンシュトックに指揮法を師事[2]。
- 1929年：『国民音楽に就て』を発表し、「日本的和声」を提唱。
- 1930年：新興作曲家連盟を創設。
- 1939年：学位論文『煙粒子の荷電に関する実験』により理学博士（大阪帝国大学）の学位を取得[3][4]。
- 1945年：新興作曲家連盟を日本現代音楽協会に改組。
- 1950年：『芭蕉紀行集』がブリュッセルで開催された第24回国際現代音楽祭で入選[5]。
- 1954年：国際音楽評議会日本委員会書記長に就任。
- 1971年：神奈川県茅ヶ崎市の自宅で死去[6]。

## 主な作品
- 『二つの舞曲』作品1（1926年、母校の第一高等学校に献呈した管弦楽曲）
  1. マズルカ
  2. ワルツ
- 組曲『亡き子に』作品2（1927年、管弦楽と独唱のための組曲。ピアノ伴奏版あり。さらに「讃歌」については、独唱をヴォカリーズに代え、ピアノ伴奏のほかにサキソフォンをオブリガートに加えた版も存在する） (初演は1930年小松平五郎指揮の国民交響楽団[7])
  1. 前奏曲（管弦楽のみ）
  2. 讃歌（作曲者 詞）
  3. 子守唄（作曲者 詞）
  4. 悲歌（海の幻し）（沙良峰夫 詞）
- 『ローマン組曲』作品3（1927年、ピアノ組曲/管弦楽版は後に破棄）
  1. マズルカ
  2. ノクターン
  3. ロマンス
  4. タランテルラ
- 『古典組曲』作品4（1927年、ピアノ組曲）
  1. プレリュード
  2. ガヴォット
  3. メヌエット
  4. ロンド
- 『二つの詩』作品5（1927/1948年、管弦楽曲/チェロとピアノのための組曲）
  1. 蒼鉛の月
  2. まひる
- 『小曲集』作品6（1929年、作曲者の詞によるソプラノとピアノ（またはフルート、クラリネット、ピアノ、弦楽四重奏による七重奏）伴奏のための歌曲集）
  1. 五月雨
  2. 冬の夕
  3. 唖娘
- 『壮んな夏』 (1936年、管弦楽曲) ベルリンオリンピック大会芸術競技 (音楽) 出品作品[8]
- 『歌曲集《閨秀叙情詩集》』作品7（1937年、ピアノ（またはフルート、クラリネット、ピアノ、弦楽四重奏による七重奏）伴奏）
  1. 唄（山口宇多子 詞）
  2. 火をいだく（品川陽子 詞）
  3. 櫟林の接吻（品川陽子 詞）
  4. 春宵（岡田淑子 詞）
  5. 女（深尾須磨子 詞）
- 『芭蕉紀行集』作品8（1930-1931/1937年、松尾芭蕉による詞、ピアノ伴奏歌曲集/管弦楽伴奏歌曲集/室内管弦楽のための音詩）
  1. 野ざらしを心に風のしむ身かな
  2. 馬にねて残夢月遠し茶のけむり
  3. 海くれて鴨の声ほのかに白し
  4. 冬の日や馬上に氷る影法師
  5. あらたふと青葉若葉の日のひかり
  6. 閑かさや岩にしみ入る蝉の声
  7. 荒海や佐渡によことふ天の川
  8. 五月雨の空吹きおとせ大井川
  9. 菊の香や奈良には古き仏達
  10. 旅に病て夢は枯野をかけ廻る
- 『現代詩集 第一集 四季篇』作品9（1931年、ピアノ伴奏歌曲集）
  1. おもひ出（今川英一 詞）
  2. 牛（米澤順子 詞、閨秀抒情詩集第6曲）
  3. 短章（黄瀛 詞）
  4. 病熱（大木篤夫 詞）
- 『現代詩集 第二集 動物篇』作品10（1932年、ピアノ伴奏歌曲集）
  1. 月夜の猫（大木篤夫 詞）
  2. 凍えたる魚（室生犀星 詞）
  3. 鳩（民謡調）（高村光太郎 詞）
  4. 鴉毛の婦人（萩原朔太郎 詞）
- 『現代詩集 第三集』作品11（1933-1935年、ピアノ伴奏歌曲集）
  1. 積雲の歌（尾崎喜八 詞）
  2. 死（金井融 詞）
  3. 熱帯海（前田鉄之助 詞）
  4. 靴みがきの唄（長田恒雄 詞）
- 『逝ける人に』作品12（ピアノ/管弦楽伴奏歌曲集）
  1. 落葉（1936年、山村耕二 詞）
  2. 僧院と尼僧（1929年、三木露風 詞）
- 『啄木短歌集』作品13（1934-1936年、石川啄木による詞、ピアノ（またはフルート、クラリネット、ピアノ、弦楽四重奏による七重奏）伴奏歌曲集）
  1. 雨に濡れし
  2. わかれ来て
  3. こころみに
  4. 友がみな
  5. 秋の夜の
- 『古典小交響曲ニ長調』作品14（1934年）(チェレプニン・コレクション No.7)
- 『ヴァイオリンとピアノのためのソナタ ヘ長調』作品15-1（1935年、芭蕉紀行集の第5曲「あらたふと青葉若葉の日のひかり」を主題とする）
  1. アンダンテとアレグロ
  2. ラルゲット
  3. 民謡調ロンド
- 『ヴァイオリンと管弦楽のためのソナタ』作品15-2（1948年、小協奏曲）
- 『花に因んだ3つのピアノ曲』作品16（1935/1940年）
  1. 夜の狂詩曲
  2. さくら、さくら
  3. 春のやよい
- 『三つの悲歌』作品17（1943年、ピアノ/管弦楽伴奏歌曲集）
  1. 身はたとひ（吉田松陰 詞、辞世）
  2. 勲の家（西条八十 詞、妻の悲歌）
  3. 孝塚に（平野啓司 詞、父の悲歌）
- 『三つの歌』作品18（1945-1946年、ピアノ伴奏合唱曲集）
- 『働く人のために』作品19（1947年、第18回メーデーのために募集した詩に作曲したピアノ伴奏合唱曲集）
- 『交響曲第1番 ヘ調』作品20（1939年、3楽章から成り、それぞれ第1楽章「序曲《大地を歩む》」、第2楽章「間奏曲《大洋の挽歌》」、第3楽章「終曲《凱旋行進曲》」と題されている）
- 『ピアノと室内管弦楽のための小協奏曲』作品27-1（『芭蕉紀行集』の第7曲「荒海や佐渡によことふ天の川」を主題とする）
- 『ピアノ協奏曲』作品27-2（上記作品の3管編成への改作、第2回尾高賞佳作）
- 『子供の報告』
- 『序曲《大地を歩む》』
- 『管弦楽組曲《学校生活》』
- 『円舞曲《青年》』
- 『皇紀二千六百年の抒情』
- チェンバロのためのメヌエット ト長調
- 『日本古謡を主題とする管弦楽のための3楽章』（作曲者は「交響曲第2番」と位置づけている）
- 『六つの農作業歌』
  1. 草刈唄
  2. 麦搗唄
  3. 田植唄
  4. 田の草取唄
  5. 盆踊唄
  6. 籾摺唄
- 『現代詩集 第四集』（ピアノ伴奏歌曲集）
  1. 朝の憩い
  2. 煙となって
  3. 幻聴
  4. 妹に
- 『現代詩集 第五集』（ピアノ伴奏歌曲集）
  1. 岩手病院
  2. 我が家の台所
  3. しらなみ
  4. おもかげの雲
  5. 子供の生活から
- 管弦楽伴奏歌曲『三つの詩』
- 『挽歌』（聶耳の霊に捧ぐ）
- 『お月さま』（童謡）
- 『叱られ坊主』（同上）

## 作曲校歌
- 横須賀市立浦賀小学校
- 上越市立城北中学校
- 茅ヶ崎市立第一中学校
- 平塚市立旭小学校（作詞：戸川貞雄）[9]
- 秩父市立影森中学校
- 日本大学藤沢高等学校
- 横浜高等学校
- 甲府市立甲府商業高等学校
- 新潟大学学生歌
- 旭硝子社歌

## 脚註
1. ↑  市民のオルガン：小船幸次郎と横浜交響楽団. 横浜交響楽団編著. 神奈川新聞社, 2007.06, p583
2. 1 2  細川周平、片山杜秀 監修『日本の作曲家 近現代音楽人名事典』日外アソシエーツ、2008年、647-648頁。ISBN 978-4-8169-2119-3。
3. ↑  箕作 1939.
4. ↑  箕作秋吉 著「(48) 煙粒子の荷電に関する実験」、学術研究会議第二部 編『工学研究撮要』3号、学術研究会議、1937年、66頁。NDLJP:1265350。
5. ↑  岩波書店編集部 編『近代日本総合年表 第四版』岩波書店、2001年11月26日、379頁。ISBN 4-00-022512-X。
6. ↑  「楽壇事情」『音楽年鑑 昭和47年版』音楽之友社、1972年、70頁。NDLJP:12431031。
7. ↑  箕作秋吉「第八回国民交響楽団演奏に於ける創作発表について」『音樂世界』 2巻、6号、音樂世界社、1930年6月、37-38頁。NDLJP:1500033。2022年6月17日閲覧。
8. ↑  日本近代音楽館レクチャーコンサートシリーズVIII「オリンピックと音楽」プログラムパンフレット (2019.12.14)
9. ↑  平塚市立旭小学校創立70周年記念事業記念誌委員会 編『旭 70年のあゆみ』平塚市立旭小学校創立70周年記念事業実行委員会、1971年2月21日、3頁。doi:10.11501/12115802。